# Alexander Abusch
Alexander Abusch, pseud. Ernst Reinhardt (ur. 14 lutego 1902 w Krakowie, zm. 27 stycznia 1982 w Berlinie) – niemiecki polityk, dziennikarz, publicysta, krytyk literacki, poeta.

## Życiorys
Urodził się w rodzinie żydowskiej. Jego ojciec zajmował się drobnym handlem. Abusch wychowywał się w Norymberdze. W wieku 14 lat uczył się także kupieckiego rzemiosła. Od wczesnej młodości związany był z promowaniem ideologii komunistycznej.
W 1916 został członkiem ugrupowania Freien Sozialistischen Jugend (pol. Wolna Socjalistyczna Młodzież). Przed II wojną światową (od 1921) pracował w redakcjach różnych gazet. W 1931 roku poślubił Hildegardę Aßmann. Gdy do władzy doszedł Adolf Hitler, Abusch wyjechał do Francji. W latach 1933–1946 przebywał na emigracji. W 1941 wyjechał do Meksyku. Pracował w redakcji „Naszych Czasów”, a następnie był redaktorem naczelnym „Rote Fahne” (w latach 1935–1939) oraz „Freies Deutschland” (pol. Wolne Niemcy; 1941–1946) oraz współredaktorem Brunatnej księgi o podpaleniu Reichstagu. Sprzeciwiał się dyktaturze Hitlera.
Po wojnie zajmował się głównie polityką i krytyką literacką. Sygnatariusz apelu sztokholmskiego w 1950 roku.  Był ministrem kultury NRD w latach 1958–1961, a od 1961 do 1971 – wicepremierem. Pod koniec życia, w latach 1972–1982, działał jako wiceprzewodniczący i honorowy przewodniczący Federacji Kultury Wschodu Niemiec.
Odznaczony Brązowym Orderem Zasług dla Ojczyzny.
Z racji sprawowanych funkcji był „skoszarowany” w partyjno-rządowym osiedlu kierownictwa NRD wokół Majakowskiring w Berlinie-Pankow. Pochowany na Cmentarzu Centralnym Friedrichsfelde w Berlinie.

## Publikacje
- Der Kampf vor den Fabriken (Erzählungen), 1926
- Braunbuch über Reichstagsbrand und Hitler-Terror (Mitherausgeber), Paris 1933 (Brunatna księga o podpaleniu Reichstagu)
- Der Irrweg einer Nation, Meksyk 1945 (Naród na manowcach, wyd. pol. 1950)
- Stalin und die Schicksalsfragen der deutschen Nation, Berlin 1949
- Literatur und Wirklichkeit. Beiträge zu einer neuen deutschen Literaturgeschichte, Berlin 1952
- Schiller – Größe und Tragik eines deutschen Genius, 1955
- Kulturelle Probleme des sozialistischen Humanismus. Beiträge zur deutschen Kulturpolitik. 1946–1961, Berlin 1962
- Shakespeare. Realist und Humanist, Genius der Weltliteratur, Berlin 1964
- Entscheidung unseres Jahrhunderts. Beiträge zur Zeitgeschichte 1921 bis 1976, Berlin 1977
- Der Deckname, Memoiren, Berlin 1981